# Dénes Varga
Dénes Andor Varga (ur. 29 marca 1987) – węgierski piłkarz wodny. Złoty medalista olimpijski z Pekinu.
Igrzyska w 2008 były jego jedyną olimpiadą. W turnieju zdobył dziesięć bramek w siedmiu spotkaniach. Był srebrnym (2006) i brązowym (2008) medalistą mistrzostw Europy.